# Улькенський сільський округ
Ульке́нський сільський округ (каз. Үлкен ауылдық округі, рос. Улькенский сельский округ) — адміністративна одиниця у складі Жамбильського району Алматинської області Казахстану. Адміністративний центр — село Улькен.
Населення — 1502 особи (2021; 1682 у 2009, 3106 у 1999, 3977 у 1989).
Станом на 1989 рік існувала Улькенська селищна рада (смт Улькен) колишнього Куртинського району. До 2013 року округ мав статус селищної адміністрації.